# クロセセリ
クロセセリ（黒挵、Notocrypta curvifascia）はチョウ目セセリチョウ科に属するチョウの一種。

## 概要
亜熱帯林からオープンランド、人家周辺にも生息する暖地性の蝶。黒褐色の翅をもち、前翅中央部に大きな白斑を付ける。触角は長く、先端は白い。
幼虫の食草はミョウガ・ハナミョウガ・タケクマラン・ゲットウなどのショウガ科植物で、イネ科を基本とする日本のセセリチョウ類においては異端である。
年三化で、本州～九州の成虫は4・5月から発生を始め、10月終わりにはいなくなる。奄美群島では年4・5回発生。八重山列島では年中発生。越冬態は蛹または幼虫。
四国・九州以南と山口県に分布。国外では東洋区。現在は大阪・京都・滋賀に定着している。